# Polyosma le-ratii
Polyosma le-ratii är en tvåhjärtbladig växtart som beskrevs av André Guillaumin. Polyosma le-ratii ingår i släktet Polyosma och familjen Escalloniaceae. Inga underarter finns listade i Catalogue of Life.